# Rácz Tibor
Rácz Tibor (Szeged, 1947. november 19. –) Gobbi Hilda-díjas magyar színész, a Szegedi Nemzeti Színház örökös tagja.

## Életpályája
Szülei révén, akik a Szegedi Nemzeti Színház énekkari művészei voltak, hamar rabul ejtette a színház, 1951-től gyermekszereplőként rendszeresen fellépett, és természetes volt, hogy a színészi pályát választja. 1975-ben végzett a Színház- és Filmművészeti Főiskolán, ekkor a szolnoki Szigligeti Színház szerződtette, a következő évadban a Fővárosi Operettszínházban játszott. 1977-től 1982-ig a Szegedi Nemzeti Színház tagja volt, ekkor feleségével, Fekete Gizi színművésznővel együtt Zalaegerszegre szerződött. 1990-től újra a szegedi társulat művésze.

## Színházi szerepeiből
A Színházi adattárban regisztrált bemutatóinak száma: 191; ugyanitt negyvenkét színházi felvételen is látható.
- Puccini: Pillangókisasszony (Gyermek)[2]
- Offenbach: Szép Heléna (Merkur)
- Labiche: Olasz szalmakalap: (Fadinard)
- Kálmán Imre: Csárdáskirálynő (Bóni); (Kerekes Ferkó)
- Paul Foster: Tom Paine, avagy a józan ész diadala
- Heltai Jenő: A néma levente (Mátyás király)
- Jaroslav Hašek: Svejk (Katz)
- Shakespeare: 
  - Julius Caesar (Octavius Caesar)[pontosabban?]
  - Rómeó és Júlia (Tybalt)
  - Szentivánéji álom (Egéus)
  - Sok hűhó semmiért (Galagonya)
  - Ahogy tetszik (Frigyes)
  - Vízkereszt, vagy amit akartok (1985: Keszeg András, 2017: pap)

- Steinbeck: Egerek és emberek (Candy)
- Gábor Andor: Dollárpapa (Címszerep)

## Filmszerepei
- Julián (Molière: Tudós nők) – tévéfilm (1976)
- Leander (Molière: Scapin furfangjai) – tévéfilm (1976)

## Díjak, elismerések
- Pro Urbe Zalaegerszeg (1989)
- Makó Lajos-díj (1989)
- Dömötör-díj a legjobb férfi mellékszereplő kategóriában (1999)
- A Szegedi Nemzeti Színház Örökös Tagja (2015)
- Gobbi Hilda-díj (2016)[3]
- Dömötör-életműdíj (2017)